# Alaksandr Tamkowicz
Alaksandr Leanidawicz Tamkowicz (biał. Аляксандр Леанідавіч Тамковіч; ros. Александр Леонидович Томкович, Aleksandr Leonidowicz Tomkowicz; ur. 9 listopada 1963 w Oszmianie, zm. 4 marca 2022 w Mińsku) – białoruski dziennikarz i autor książek; od 1998 roku był wiceprezesem Białoruskiego Stowarzyszenia Dziennikarzy.

## Życiorys

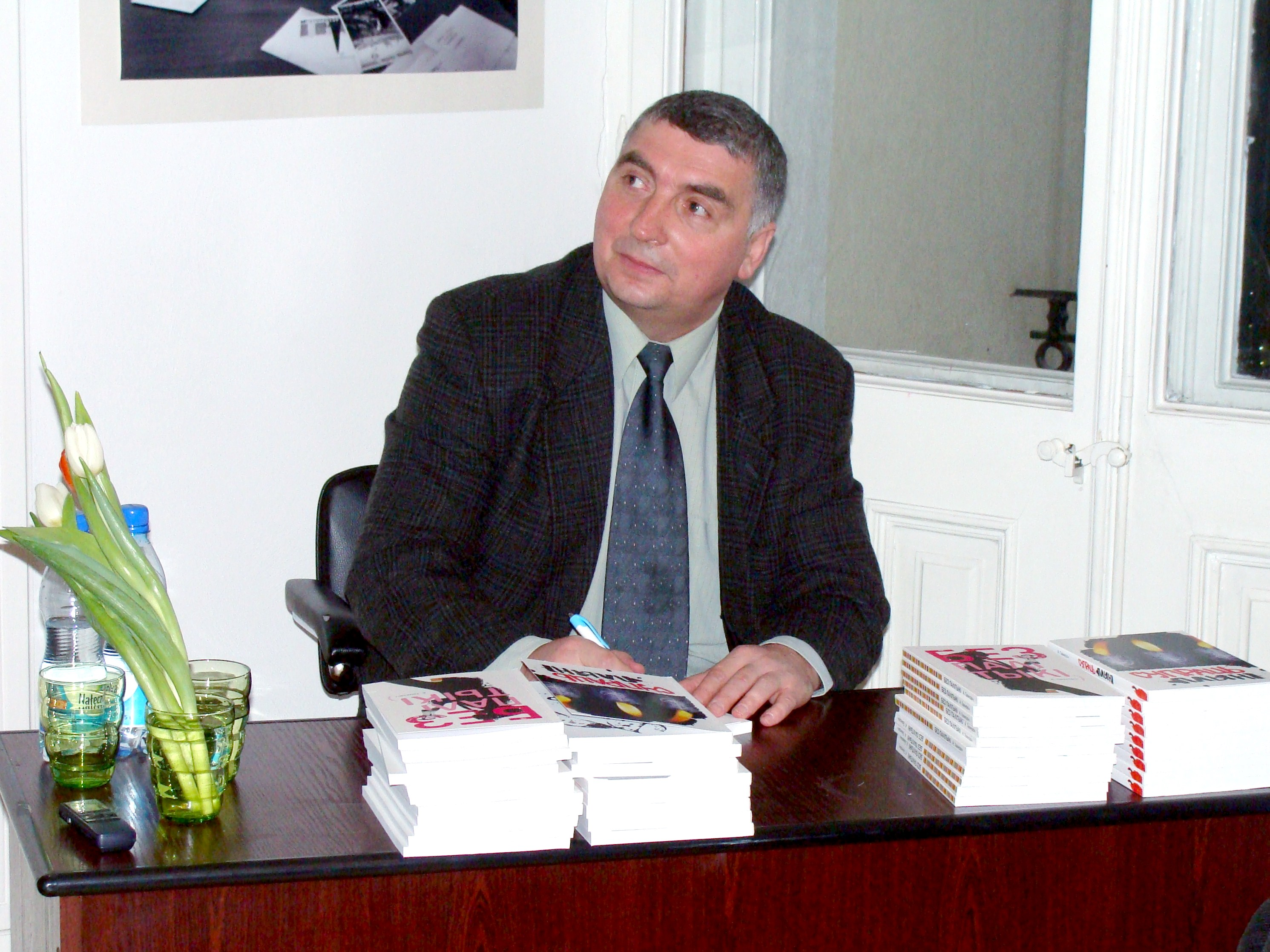
Alaksandr Tamkowicz podpisuje książki w Białoruskim Domu w Warszawie, 25 stycznia 2012 roku

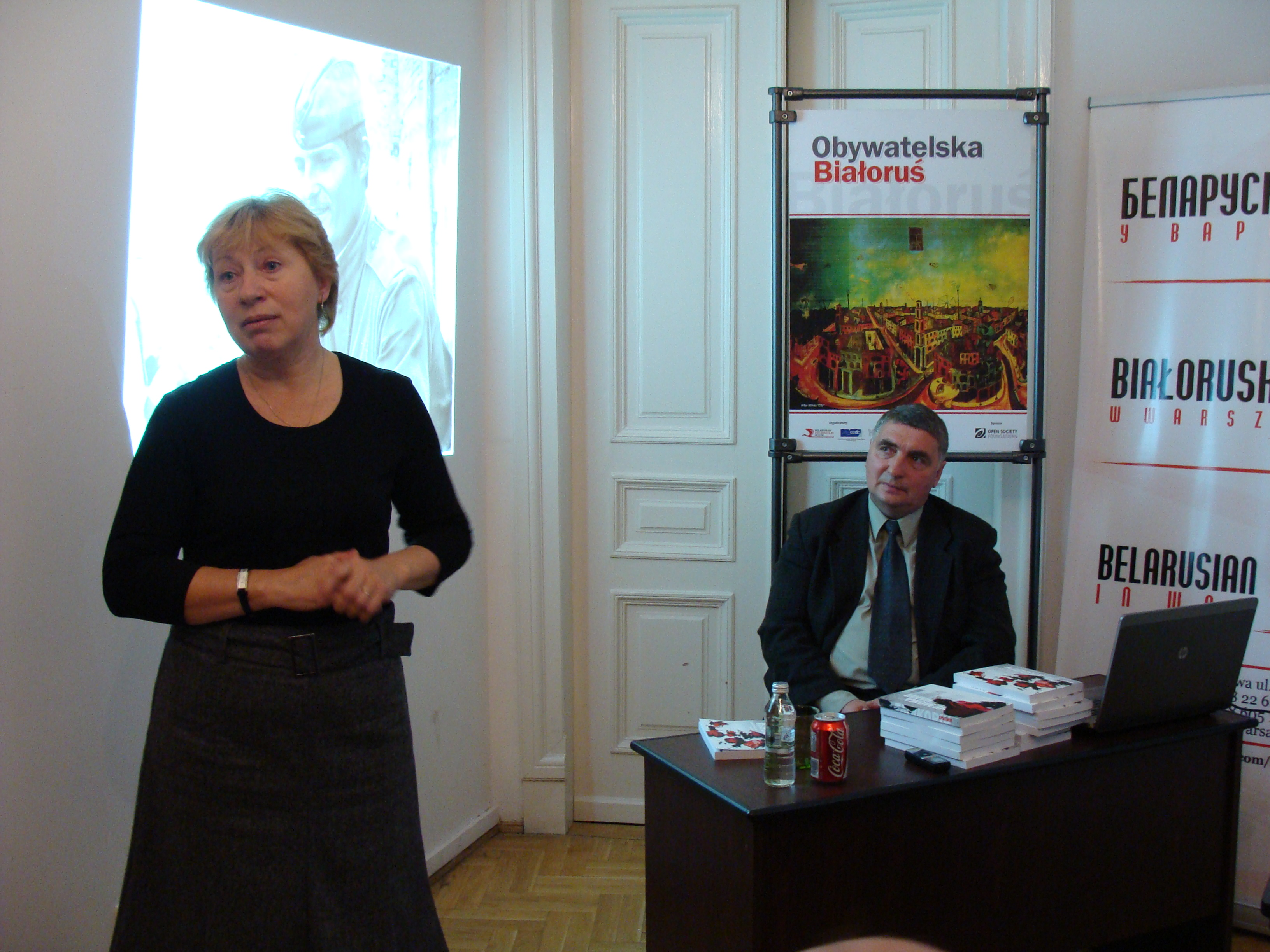
Alaksandr Tamkowicz i Ina Kulej podczas prezentacji książki w Białoruskim Domu w Warszawie, 16 października 2012 roku

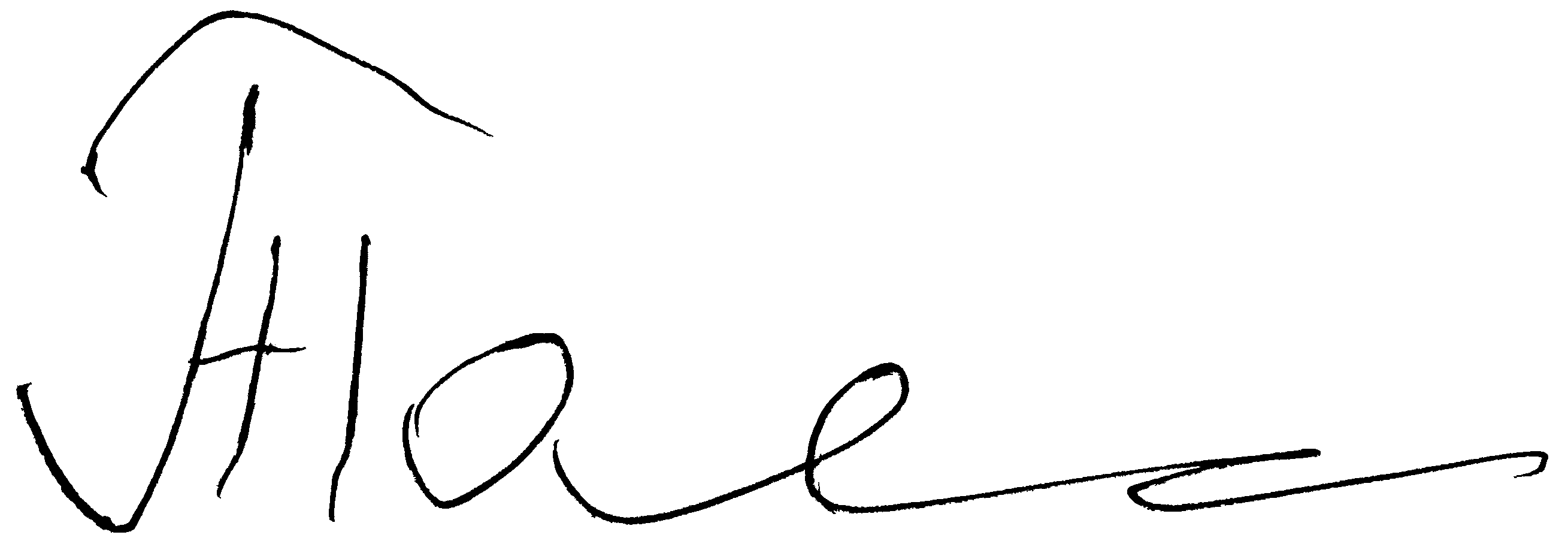
Podpis Alaksandra Tamkowicza

Urodził się 9 listopada 1963 roku w Oszmianie, w obwodzie grodzieńskim Białoruskiej SRR, ZSRR. W 1987 roku ukończył studia na Wydziale Dziennikarstwa Lwowskiej Wyższej Szkoły Wojskowo-Politycznej. W latach 1987–1991 pracował w gazecie „Wo Sławu Rodiny”, a w 1991 – „Zwiazda”. W tym samym roku został zastępcą redaktora naczelnego tygodnika „Swobodnyje Nowosti”. Przez wiele lat publikował na łamach „Nowego Czasu”. Od 1998 roku pełnił funkcję wiceprezesa Białoruskiego Stowarzyszenia Dziennikarzy. W czasie wyborów prezydenckich w 1999 roku był aktywistą w kampanii wyborczej Michaiła Czyhira. Drugi kandydat w tych wyborach, Zianon Pazniak, oskarżył go o przekupienie dziennikarzy w celu poparcia Czyhira.
Alaksandr Tamkowicz zmarł 4 marca 2022 roku w Szpitalu Nr 3 w Mińsku, po długiej chorobie nowotworowej.

## Twórczość
Alaksandr Tamkowicz był autorem książek o tematyce politycznej i społecznej:
- Żenszcziny (2006) – o białoruskich kobietach;
- Asoby (Petersburg, 2008) – zbiór biografii;
- Budzicieli (2008) – zbiór biografii;
- Interwju, jakich nie było (Petersburg, 2009) – zbiór wywiadów;
- Losy (2010) – zbiór biografii;
- Z czaho paczynajecca swaboda (Mińsk, 2010) – zbiór artykułów o działaczach białoruskiej opozycji;
- Biez palityki (Mińsk, 2011) – o życiu prywatnym wybranych działaczy białoruskiej opozycji;
- Suprać płyni (Mińsk, 2011) – o reakcjach społecznych na Białorusi na represje po wyborach prezydenckich w 2010 roku;
- Prieodolenije (2012) – o ludziach, którzy przezwyciężyli poważne trudności życiowe;
- Arytmija, albo Kod supraciwu (Smoleńsk, 2012) – zbiór szkiców biograficznych o białoruskich działaczach społecznych.

## Narodowość i język
Alaksandr Tamkowicz w jednej z książek określił swoją narodowość następująco:

Nie tak dawno mój dobry przyjaciel (…) spytał, kim czuję się bardziej – Białorusinem czy Polakiem. Dzisiaj na takie pytanie odpowiedziałbym od razu – Litwinem, bo to słowo, moim zdaniem, jednoczy i pierwszych, i drugich. Mocno jednoczy.

Pisząc to użył słowa, które w języku białoruskim oznacza Litwina w znaczeniu historycznym – człowieka uznającego za swoją ojczyznę Wielkie Księstwo Litewskie (nie mylić z Litwinem w znaczeniu współczesnym). W młodości posługiwał się językiem rosyjskim. Język białoruski biegle opanował dopiero w dorosłym życiu, w czasie dziennikarskiej pracy zawodowej, gdy współpracował z gazetą „Nowy Czas”.

## Życie prywatne
Alaksandr Tamkowicz był żonaty, miał córkę.